# ユルビー・アリカルト
ユルビー・アリカルト・ラミーレス（Yuruby Alicart Ramírez、1985年8月25日 - ）は、ベネズエラ・アラグア州マラカイ出身の女子ソフトボール選手（内野手）。ソフトボールベネズエラ代表。英語風にユルビー・アリカートと表記されることもある。

## 経歴
幼少時はマラカイ近郊の町で男子に交じってタイツやボール紙で作ったボールで遊びながら、ベネズエラ代表になる夢を追いかけていた。その後、12歳で代表メンバーの一員となっている。
2005年秋から2007年春までアメリカのフロリダ州立大学（フロリダステート・セミノールズ）でプレー。2008年にはベネズエラ代表として北京オリンピック出場（7位）を果たした。自国開催となった2010年の世界選手権では同国史上最高となる5位に導くなど、その後もベネズエラ代表の中心選手として活躍した。2018年の世界選手権を最後に代表を引退したが、母国を2023/24年のワールドカップに導くため、リーダー不在を危惧していた連盟の要請に応える形で2022年11月のパンアメリカン選手権に37歳で代表復帰。同大会5位となりワールドカップ出場権を獲得した。ワールドカップ本戦では注目選手の1人としてWBSCに紹介された。
2017年からイタリア・セリエA1のレアヴェンドルス・カロンノでプレー。初年度から打率4割前後の成績を継続し、6シーズン目の2023年にはリーグ通算200安打を達成した。
2023年の欧州カップウィナーズカップではレアヴェンドルス・カロンノの3番サードとしてフル出場し、チームの準優勝に貢献した。この時のチームメイトには、元日本代表の江口未来子、SGホールディングスギャラクシースターズを退団したばかりのグレタ・チェッケッティ、キューバ代表のジリアン・トルネスなどがいた。
2024年、新しく創設されたリーガ・メヒカーナ・デ・ソフトボル（LMS）のチャロス・デ・ハリスコに入団。キャプテンを務める。

## 選手としての特徴
内野手（主に二塁手）。マリア・ソト、デニーセ・フエンマジョール、マリアンジー・ボガードらと共にベネズエラ代表の黄金時代を支えた。プレイヤーとしての実力に加え、人格・実績・リーダーシップを兼ね備えた選手として評価されている。

## 人物・エピソード
好きなソフトボール選手は元アメリカ代表のジェシカ・メンドーサ。